# كولبي راسموس
كولبي راسموس (بالإنجليزية: Colby Rasmus)‏ هو لاعب كرة قاعدة أمريكي، ولد في 11 أغسطس 1986 في كولومبوس في الولايات المتحدة.

## وصلات خارجية
- كولبي راسموس على موقع دوري كرة القاعدة الرئيسي (الإنجليزية)
- كولبي راسموس على موقعبيزبول رفرنس.كوم (الدوري الرئيسي) (الإنجليزية)
- كولبي راسموس على موقعبيزبول رفرنس.كوم (الدوري الثانوي) (الإنجليزية)
- كولبي راسموس على موقع إي إس بي إن.كوم (أم.أل.بي) (الإنجليزية)
- كولبي راسموس على موقع مشجعي الرسوم البيانية (الإنجليزية)